# Plaza de la Pipa
La plaza de la Pipa se encuentra en la ciudad española de Alicante, frente al antiguo edificio de la fábrica de tabacos de la ciudad, hoy Centro Cultural Las Cigarreras, en el barrio de Carolinas Bajas.
Debe su nombre a su forma en planta, que recuerda a una pipa.

## Descripción
Es una plaza de creación reciente, de planta muy irregular, surgida tras ser demolidas varias viviendas preexistentes, principalmente de sus patios traseros.
En mayo de 1977 el alcalde Ambrosio Luciáñez Piney encargó un estudio para proceder a su urbanización. El proyecto fue llevado a cabo por el Gabinete Técnico de Urbanismo, dirigido por Francisco de León. La diferencia de cota entre la nueva plaza y la calle de Adolfo Blanch fue resuelta mediante muros de contención perimetrales construidos en hormigón visto, reforzándolos con parterres con diversidad de especies vegetales. Sin embargo, el comienzo de la obra se fue posponiendo hasta principios de 1982 y fue finalmente inaugurada por el alcalde José Luis Lassaletta el 19 de julio del mismo año.
En 1992 la plaza fue ampliada y se acondicionó en la parte sureste una pista deportiva.

### Escultura
En la plaza se ubica una obra del artista alicantino Eduardo Lastres realizada entre 1973 y 1974 en mármol crema marfil, sin vetas.  Denominada simplemente "escultura",  fue donada por su autor a la ciudad. Está situada en un parterre a lo largo del lateral que linda con la calle San Carlos y se apoya sobre un pedestal cúbico de hormigón gris.

### Árbol monumental
En el mismo parterre de la obra de Lastres se encuentra un árbol de gran copa de la especie Ficus nitida protegido, considerado como Patrimonio Arbóreo Monumental por el ayuntamiento de la ciudad.